# Jan Kohout
Jan Kohout (Plzeň, 29 de março de 1961 -) é um diplomata e político checo. Ele é o atual Ministro dos Negócios Estrangeiros do Governo do primeiro-ministro Jan Fischer. Kohout é membro do Partido Social-Democrata Checo. 
Após a Revolução de Veludo, ele foi para o Ministério dos Negócios Estrangeiros da Checoslováquia, e posteriormente, da Chéquia. Serviu como embaixador junto da União Europeia em Bruxelas, bem como Vice-Ministro dos Negócios Estrangeiros. Após o Primeiro-Ministro Vladimír Špidla se demitir em 2004, Kohout foi convidado a ocupar o cargo, mas recusou, e Stanislav Gross assumiu o lugar. 
Kohout graduou-se na Faculdade de Artes da Universidade Carolíngia em Praga. Ele é divorciado e tem dois filhos.